# حزب کمونیست مصر (۱۹۲۱)
حزب کمونیست مصر (به عربی: الحزب الاشتراكي المصري)، یک حزب سیاسی در مصر بود که در سال ۱۹۲۱ تأسیس شد. این حزب عناصر مارکسیست، آنارشیست و اصلاح‌طلب را در خود جای داده‌بود. پلاتفرم حزب در ۲۹ اوت ۱۹۲۱ منتشر شد. حزب شروع به انتشار روزنامۀ «الشبیبة» کرد. این حزب شبکه‌ای از شاخه‌های محلی را در شهرهای بزرگ سراسر کشور ایجاد کرد. حزب کمونیست مصر شروع به کار در میان اتحادیه‌های کارگری کرد و در سازماندهی اعتصابات شرکت کرد. همچنین فعالیت‌های آموزشی برای فرزندان کارگران و همچنین تلاش برای بسیج دهقانان را آغاز کرد.
کنفرانس حزبی که در ژوئیۀ ۱۹۲۲ برگزار شد، شاخۀ اسکندریه حزب را به عنوان ستاد اصلی حزب اعلام کرد. در ۲۰ اکتبر ۱۹۲۲، حزب خود را نمایندۀ واقعی طبقۀ کارگر مصر اعلام کرد. در پایان سال، حزب حدود ۱,۵۰۰ عضو (۴۰۰ نفر در اسکندریه) داشت.
حزب کمونیست مصر «حُسنی العربی» را به مسکو فرستاد تا در مورد ورود احتمالی حزب به انترناسیونال کمونیستی مذاکره کند. العربی در اواخر سال ۱۹۲۱ با این دستور به مصر بازگشت که حزب باید به شرط بیست و یکم انترناسیونال کمونیستی پایبند باشد. اکثریت کمیته مرکزی حزب (به رهبری العربی) در دسامبر ۱۹۲۲ این شرایط را تصویب کردند و نام حزب به «حزب کمونیست مصری» (به عربی: الحزب الشيوعي المصري) تغییر یافت. خزانه‌دار حزب، روزنتال، که با برخی از شروط مخالفت کرده‌بود اخراج و توسط احمد المدنی جایگزین شد.
در سال ۱۹۲۳ حزب در اعتصابات بزرگ فعال بود. مقامات بریتانیا این حزب را سرکوب کردند. بسیاری از کادرهای حزب دستگیر و دفاتر حزب بسته شدند. آنتون مارون، رهبر برجسته حزب، در زندان درگذشت. پس از آن، مقامات استعماری از اتحادیه‌های کارگری زرد حمایت کردند تا با سوسیالیست‌ها مقابله کنند.
پس از سرکوب حزب، بخش‌های مارکسیستی در سلول‌ها به فعالیت خود ادامه دادند.